# 挑戦者〜No.1への階段〜
『挑戦者〜No.1への階段〜』（ちょうせんしゃ ナンバーワンへのかいだん）は、2009年4月5日から2010年3月27日までテレビ朝日系列局で放送されていたテレビ朝日製作のドキュメンタリー番組である。大正製薬（リポビタンD名義）の一社提供。

## 概要
この番組は毎回特定分野でNo.1に輝いた人物にスポットをあて、彼らが栄光を手にするまでに歩んだ苦難の道のりをドラマ仕立てで紹介していた。日曜夕方枠で放送されていた当時は番組の最後に次回予告を放送していたが、土曜ゴールデンタイムへ移動してからは次回予告は無くなり、その回で特集した人物からのコメントのみを流すようになった。

## 放送時間
| 放送期間   | 放送期間   | 放送時間 (JST)              | 備考                                                                  |
| ---------- | ---------- | --------------------------- | --------------------------------------------------------------------- |
| 2009.04.03 | 2009.09.20 | 日曜日 18:56 - 19:00（4分） | 『旅の香り』の拡大スペシャルが放送される日には18:30 - 18:34に前倒し。 |
| 2009.10.03 | 2010.03.27 | 土曜日 20:51 - 20:54（3分） |                                                                       |

## ナビゲーター
- 吉瀬美智子